# گوچیو گوچی
گوچیو گوچی (به ایتالیایی: Guccio Gucci) (زاده ۲۶ مارس ۱۸۸۱ - درگذشته ۲ ژانویه ۱۹۵۳) کارآفرین و طراح مد ایتالیایی بود، که در سال ۱۹۲۱ شرکت گوچی را تأسیس نمود.
بر پایه آمار مجله بلومبرگ بیزینس‌ویک در سال ۲۰۰۸ میلادی شرکت گوچی درآمدی در حدود ۴٬۲ میلیارد یورو داشته‌است. برند گوچی همچنین در سال ۲۰۰۹، بر اساس اطلاعات مؤسسه اینتربند، به مقام چهل‌ویکم در جدول ۱۰۰ نام تجاری برتر صعود کرد. گوچی پرفروش‌ترین نام تجاری ایتالیایی نیز می‌باشد. امروزه شرکت گوچی ۲۷۸ نمایندگی مستقیم (بوتیک) در سراسر جهان دارد.